# Editorial de la Universidad Nacional de Córdoba
La Editorial de la Universidad Nacional de Córdoba es el sello editorial de la Universidad Nacional de Córdoba dedicado a las publicaciones de investigadores y académicos, como así también de autores y escritores de ficción. Fue creada en octubre de 2007.

## Colecciones
- Sociedad
- Divulgación
- Ciencias
- Ensayos
- Institucional
- Formas
- Reforma
- Estado
- Política.

## Equipo editorial
- Dirección y coordinación editorial: Marcelo Bernal y José Emilio Ortega
- Edición: Lorena Díaz y Emilia Casiva
- Diseño: Lorena Díaz y Marco Lío
- Comunicación y Gestión Cultural: Rocío Longo
- Administración: Matías Lapezzata y María Eugenia Alzogaray
- Informática: José Manuel Campos
- Asesoría Jurídica: María Eugenia Gil
- Librería 1918: Juan Conforte